# Romanzo teatrale
Romanzo teatrale o Le memorie di un defunto, talvolta pubblicato con entrambi i titoli, è un romanzo a chiave incompiuto di Michail Afanas'evič Bulgakov, pubblicato postumo nel 1965 in Unione Sovietica, anche se lo scrittore ne interruppe la stesura il 7 agosto 1938 all'annuncio della morte del regista Stanislavskij, del quale il romanzo è in gran parte una ritratto satirico.

## Storia
Nel romanzo vengono narrate le tragicomiche vicende dello scrittore Sergej Leont'evič Maksudov, alter ego di Bulgakov, nel periodo in cui, a seguito della pubblicazione del suo primo romanzo La neve nera (pseudobiblion del reale romanzo d'esordio dell'autore La guardia bianca), gli viene proposto di curarne una riduzione teatrale per la messa in scena al Teatro Indipendente (versione fittizia del reale Teatro d'Arte di Mosca). 
Nella realtà, infatti, Bulgakov lavorò al Teatro d'Arte, alle dipendenze di Stanislavskij e del suo collega Nemirovič-Dančenko, dal 1925 al 1936 e iniziò a scrivere Romanzo teatrale non appena abbandonò il teatro e fino alla morte di Stanislavskij; appena saputo della morte del regista, Bulgakov scrisse alla moglie Elena Sergeevna "Smetto di scrivere e cancello ciò che ho detto di Stanislavskij. Di lui non c'è più niente da dire. Egli è morto".

## Edizioni italiane
- Romanzo teatrale, traduzione di Vera Dridso, Collana Supercoralli, Torino, Einaudi, 1966. - Collana Nuovi Coralli n.115, Torino, Einaudi, 1975.
- Romanzo teatrale. Le memorie di un defunto, Introduzione, trad. e note a cura di Milli Martinelli, Milano, Rizzoli, 1992, ISBN 88-17-168-86-6.
- Romanzo teatrale o Le memorie di un defunto, trad. e cura di Serena Prina, Collana UEF. I Classici, Milano, Feltrinelli, 2024, ISBN 978-88-079-0460-8.